# Naima Akef
Naima Akef (in arabo نعيمة عاكف‎?; Tanta, 7 ottobre 1929 – Il Cairo, 23 aprile 1966) è stata una ballerina e attrice egiziana.

## Biografia
Naima nacque a Tanta sul delta del Nilo nella famiglia circense di Akef. Fu una stellina del circo fin dalla tenera eta' di 4 anni e ci lavorò fino ai 14 anni. 
Alla fine degli anni '30, fece parte della troupe di Badia Masabni e lavorò nei cabaret più in della capitale. Il successo cinematografico arrivò nel 1949 e si mantenne fino al 1964, anno in cui l'attrice decise di lasciare le scene per accudire suo figlio.
Akef ha lavorato con Fayza Ahmed, Ismail Yassine, Rushdy Abaza, Farid al-Atrash, Abd el-Halim Hafez e altri ancora.
Naima Akef morì di cancro, a soli 36 anni.

## Il circo Akef
Venne creato nel 1912 da Ismail Akef ex-insegnante di ginnastica e allenatore dell'accademia di polizia egiziana, nonché nonno di Naima. Nel 1919, poi, il circo venne trasferito nel distretto di Bab El Khalq al Cairo; esso rappresentava la versione esotica del Cirque du Soleil degli inizi del novecento, metteva in scena stravaganti spettacoli circensi con acrobati, trapezisti, cotorsionisti, giocolieri e pagliacci misti ad accattivanti esibizioni di danza e cabaret tipici del vaudeville francese. Il circo feceva tournée in tutto il paese ma anche all’estero, in particolare in Russia. 
Nel 1957, Naima partecipò come membro della delegazione egiziana al 6º Festival Mondiale della Gioventù e degli Studenti nell'Unione Sovietica, un concorso che si teneva al Teatro Bol'šoj ed in cui si esibivano ballerini provenienti da oltre 50 diversi Paesi. In questa occasione venne premiata con una medaglia d'oro per la sua esibizione di danza; durante lo stesso festival, anche il grande musicista egiziano Mohammed Abdel Wahab ottenne un premio per la canzone Aziza.

## Filmografia
Lista completa della filmografia di Naima Akef:
- 1948 "Ah ya Harami" (Ladro)
- 1949 "Aish Wal Malh" (Pane e sale)
- 1949 "Lahalibo"
- 1949 "Hob la Yamut" (L'amore non muore mai)
- 1949 "Sett el Bayt" (La padrona di casa)
- 1950 "Baladi Wa Khafa"
- 1950 "Baba Aris" (Babbo si sposa)
- 1951 "Furijat" (È andata bene)
- 1951 "Fataat Al Sirk" (La ragazza del circo)
- 1952 "Ya Halawaat Al Hubb" (La dolcezza dell'amore)
- 1952 "Janna w Naar" (Paradiso ed inferno)
- 1952 "Al Nemr" (La tigre)
- 1953 "Million Jini" (Un milione di lire)
- 1954 "Arbah Banat Wa Zabit" (Quattro ragazze e un poliziotto)
- 1954 "Nour Ayouni" (Luce dei miei occhi)
- 1954 "Aziza"
- 1955 "Madrasat el Banat" (La scuola delle ragazze)
- 1955 "Bahr al Garam" (Il mare della passione)
- 1957 "Tamr Henna"
- 1958 "Ahebak ya Hassan" (Ti amo Hassan)
- 1960 "Khalkhal Habebti" (La cavigliera della mia amata)
- 1962 "Al Hakuba al Sawdaa" (La valigia nera)
- 1963 "Baiaet al Jaraid" (La giornalaia)
- 1964 "Men Ajl Hanafy" (Tutto per Hanafy)
- 1964 "Amir El Dahaa" (Il Principe del buon umore)